# 구로이시번
구로이시 번(일본어: 黒石藩 구로이시한[*])은 일본 에도 시대의 번 중 하나로 히로사키번의 지번이었으며, 지금의 아오모리현 구로이시시에 있었다. 거성(居城)은 구로이시 진야(黒石陣屋)이다.

## 번의 역사
히로사키번의 4대 번주 쓰가루 노부마사가 번주가 될 당시 아직 어렸기 때문에 막부의 지시로 숙부인 쓰가루 노부후사가 그 후견인이 되었다. 1656년, 노부마사가 번주가 되면서 노부후사는 번으로부터 5천 석의 영지를 분봉받았다. 노부후사는 항구가 있는 아오모리와 조상의 터전인 오우라 지역을 영지로 희망했다고 하나 이루어지지 않았고, 대신 쓰가루 다메노부 시절의 근거지 중 하나였던 구로이시 지역을 봉지로 얻었다. 노부후사는 구로이시에 원래 있던 마을을 재편하고 구로이시 진야를 세웠다. 이로써 구로이시 쓰가루 가문은 5천 석의 하타모토, 고타이요리아이로 시작되었다. 2대 당주 노부토시가 동생 노부스미에게 1천 석을 분봉하여 4천 석이 되었다.
1791년, 본가 히로사키번의 번주 쓰가루 노부아키라가 급사하자, 6대 당주인 쓰가루 야스치카가 그 뒤를 이어 히로사키번의 9대 번주에 등극했다. 이후 1808년, 히로사키번은 영지가 10만 석에 달하는 번이 되었고, 그 이듬해인 1809년, 야스치카는 구로이시의 쓰가루 가문에 6천 석의 영지를 더 보태어 1만 석의 도자마 다이묘로 승격시켰고, 이로써 구로이시 번이 탄생하였다. 이후 1871년 폐번치현 때까지 번은 지속되었다. 보신 전쟁 때는 히로사키번과 행동을 같이 하였다.

## 역대 영주 및 번주

### 역대 영주
1. 쓰가루 노부후사(재위 1656년 ~ 1662년)
2. 쓰가루 노부토시(재위 1662년 ~ 1683년)
3. 쓰가루 마사타케(재위 1683년 ~ 1743년)
4. 쓰가루 히사요(재위 1743년 ~ 1758년)
5. 쓰가루 아키타카(재위 1758년 ~ 1778년)
6. 쓰가루 야스치카(재위 1778년 ~ 1791년)
7. 쓰가루 쓰네토시(재위 1791년 ~ 1805년)
8. 쓰가루 지카타리(재위 1805년 ~ 1809년)

### 역대 번주
1. 쓰가루 지카타리(재위 1809년 ~ 1825년)
2. 쓰가루 유키노리(재위 1825년 ~ 1839년)
3. 쓰가루 쓰구야스(재위 1839년 ~ 1851년)
4. 쓰가루 쓰구미치(재위 1851년 ~ 1871년)

## 같이 보기
- 히로사키번